# Vörhenyes szúnyogevő
A vörhenyes szúnyogevő (Conopophaga lineata) a madarak osztályának verébalakúak (Passeriformes) rendjébe és a szúnyogevőfélék (Conopophagidae) családjába tartozó faj.

## Rendszerezése
A fajt Maximilian zu Wied-Neuwied német herceg, felfedező és természettudós írta le 1831-ben, a Myiagrus nembe Myiagrus lineatus néven.

## Alfajai
- Conopophaga lineata lineata (Wied-Neuwied, 1831)
- Conopophaga lineata vulgaris Ménétriés, 1835[2]

## Előfordulása
Dél-Amerika középének keleti részén, Argentína, Brazília, Paraguay és Uruguay területén honos.
Természetes élőhelyei a szubtrópusi és trópusi síkvidéki és hegyi esőerdők, lombhullató erdők és cserjések. Állandó, nem vonuló faj.

## Megjelenése
Testhossza 14 centiméter, testtömege 17-26 gramm.
|  |

## Életmódja
Kisebb ízeltlábúakkal táplálkozik, melyeket a talaj közelében keresgél.

## Természetvédelmi helyzete
Az elterjedési területe rendkívül nagy, egyedszáma pedig stabil. A Természetvédelmi Világszövetség Vörös listáján nem fenyegetett fajként szerepel.
Az elterjedési területe rendkívül nagy, egyedszáma pedig stabil. A Természetvédelmi Világszövetség Vörös listáján nem fenyegetett fajként szerepel.